# Хорти, Миклош (младший)

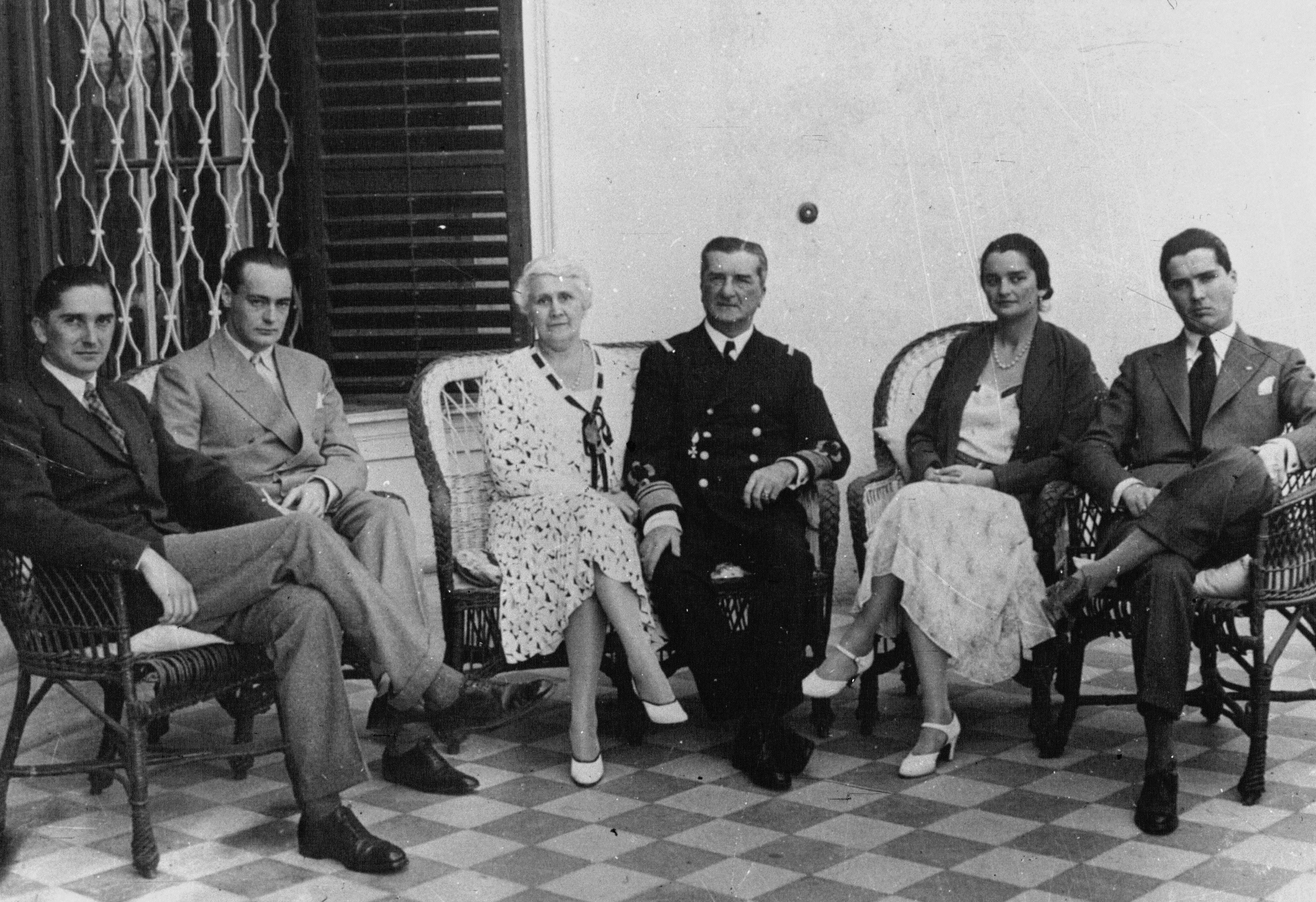
Иштван Хорти, Дьюла Каройи, Миклош Хорти (старший), Магдолна Пургли, Паулетта Хорти, Миклош Хорти (младший)

Миклош Хорти II (венг. Horthy Miklós, полное имя Миклош Ласло Янош Бенедек Хорти, венг. Horthy Miklós László János Benedek; 14 февраля 1907, Пула, Австро-Венгерская империя — 28 марта 1993, Эшторил, Португалия) — младший сын регента Венгрии Миклоша Хорти и Магдолны Пургли, землевладелец и политик.

## Биография
В молодости Миклош Хорти (младший), как и его старший брат Иштван, был активным членом Римско-католического скаутского отряда венгерской Ассоциации скаутов (Magyar Cserkészszövetség), хотя сам он был протестантом.
В 1939—1942 гг. Миклош (младший) был Чрезвычайным и полномочным послом Венгрии в Бразилии.
После гибели Иштвана в 1942 году, Миклош (младший) получил больше влияния в правительстве своего отца и поддержал его усилия по прекращению участия Королевства Венгрии в войне на стороне стран «Оси». Но 15 октября 1944 года в ответ на объявление Миклошем Хорти перемирия с СССР нацистская Германия провела операцию «Панцерфауст» (также известную как операция «Микки Маус»). В ходе этой операции Миклош (младший) был похищен немецкими коммандос (во главе с Отто Скорцени), которые после короткой перестрелки пленили его и вывезли завёрнутым в ковёр. Немцы угрожали Хорти-младшему смертью, если его отец не выполнит требования Рейха. Отец выполнил все требования (продолжение войны на стороне «Оси», передача власти лидеру нацистской прогерманской партии «Скрещённые стрелы» Ференцу Салаши), и Хорти (младший) пережил войну.
Хотя его отец был помещён под домашний арест в Баварии, Миклош (младший) был направлен сначала в концлагерь Маутхаузен, затем в лагерь Дахау. В Маутхаузене камера Хорти-младшего находилась над крематорием, к тому же его уведомили о предстоящей казни через повешение. В конце апреля 1945 года Миклоша Хорти (младшего) доставили в Тироль вместе с другими видными заключёнными Дахау (в основном высокопоставленными военнопленными). Охранявшие их эсэсовцы сбежали, и заключённые попали к войскам союзников. Миклош Хорти (младший) был освобождён 5 мая 1945.
Отец и сын отправились в изгнание в Португалию. В 1947 г. Миклош (младший) уехал в Бразилию, а в 1976 г. вернулся в Португалию. Умер Миклош Хорти (младший) в Эшториле, близ Лиссабона, в 1993 г. У него были две дочери: София (1928—2004) и Николетт (1929—1990). Был похоронен на родине в семейной усыпальнице.